# Kydliny
Kydliny jsou vesnice, část města Klatovy ve stejnojmenném okrese v Plzeňském kraji. Nachází se asi 4,5 kilometru východně od Klatov. Kydliny jsou také název katastrálního území o rozloze 3,11 km².

## Historie
První písemná zmínka o vesnici pochází z roku 1352.

## Obyvatelstvo
| Rok            | 1869 | 1880 | 1890 | 1900 | 1910 | 1921 | 1930 | 1950 | 1961 | 1970 | 1980 | 1991 | 2001 | 2011 | 2021 |
| -------------- | ---- | ---- | ---- | ---- | ---- | ---- | ---- | ---- | ---- | ---- | ---- | ---- | ---- | ---- | ---- |
| Počet obyvatel | 322  | 310  | 281  | 269  | 302  | 279  | 241  | 180  | 153  | 147  | 134  | 118  | 101  | 85   | 104  |
| Počet domů     | 47   | 50   | 49   | 49   | 50   | 52   | 53   | 55   | 48   | 49   | 41   | 53   | 52   | 48   | 56   |

## Obecní správa
Při sčítání lidu v letech 1850–1976 Kydliny byly samostatnou obcí v okrese Klatovy. Od 30. dubna 1976 jsou částí města Klatovy ve stejnojmenném okrese. V letech 1850–1899 k obci patřily Hoštičky a Velké Hoštice.

## Pamětihodnosti
- Kostel svatého Václava – původně středověký, snad z počátku 14. století (gotická loď s presbytářem zaklenutým žebrovou klenbou), věž přistavěna asi v 15.–16. století. Pozdější úpravy renesanční (kruchta) a barokní. Ohradní a opěrnou zdí okolo stavby vymezená nepravidelná polygonální plocha, která dříve sloužila jako hřbitov.

## Galerie

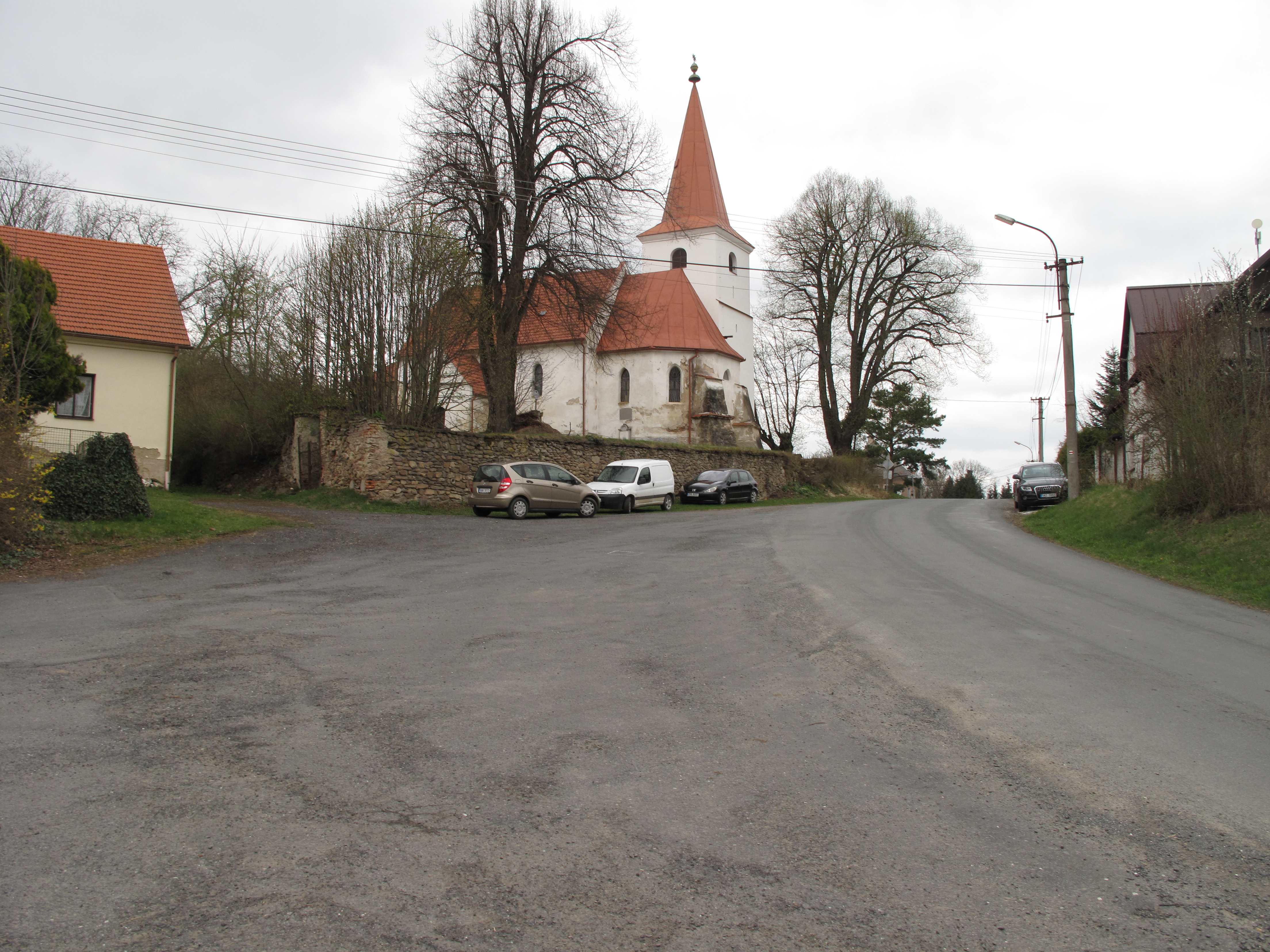
Kostel svatého Václav od křižovatky
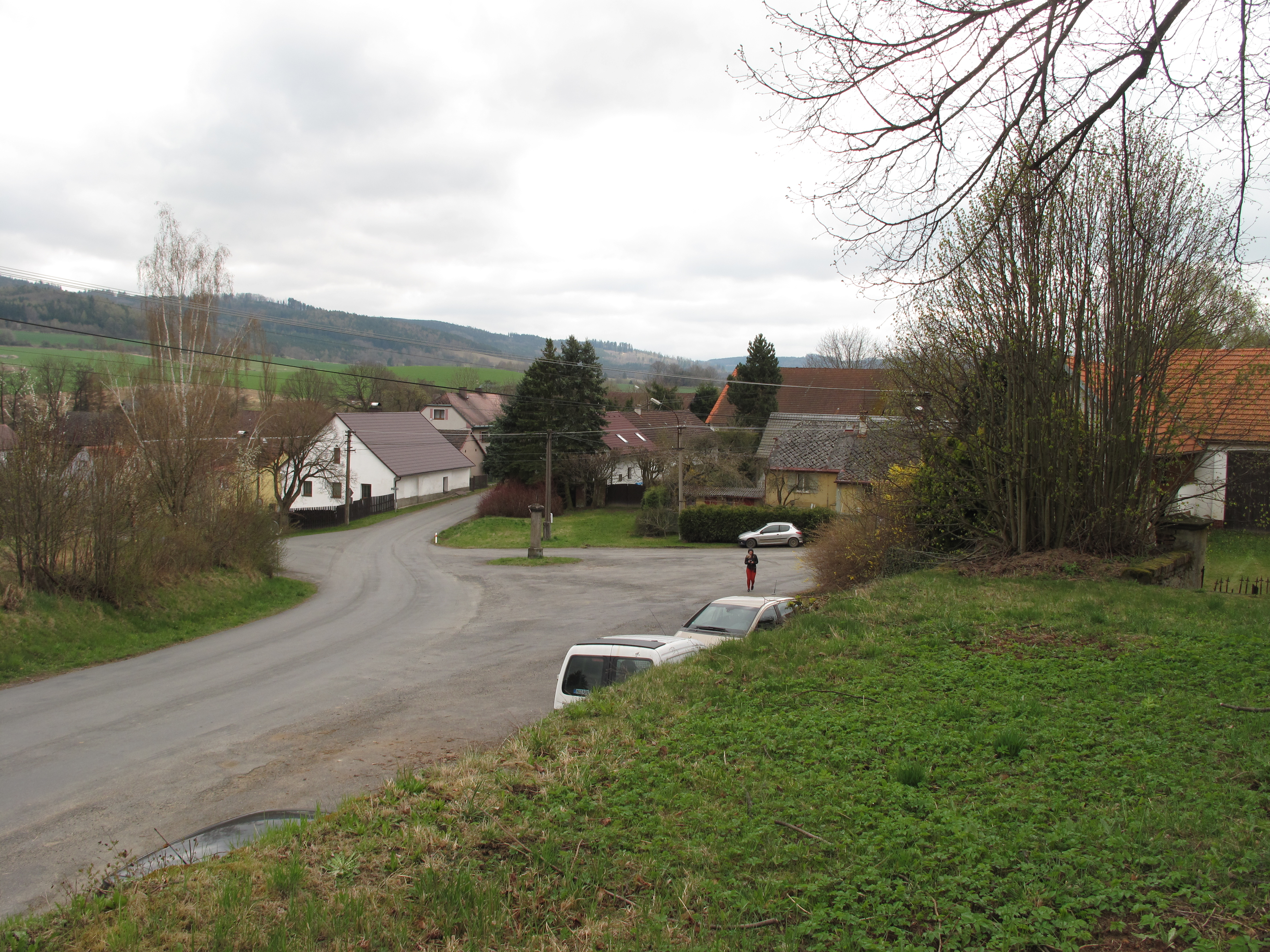
Pohled od kostela do vsi
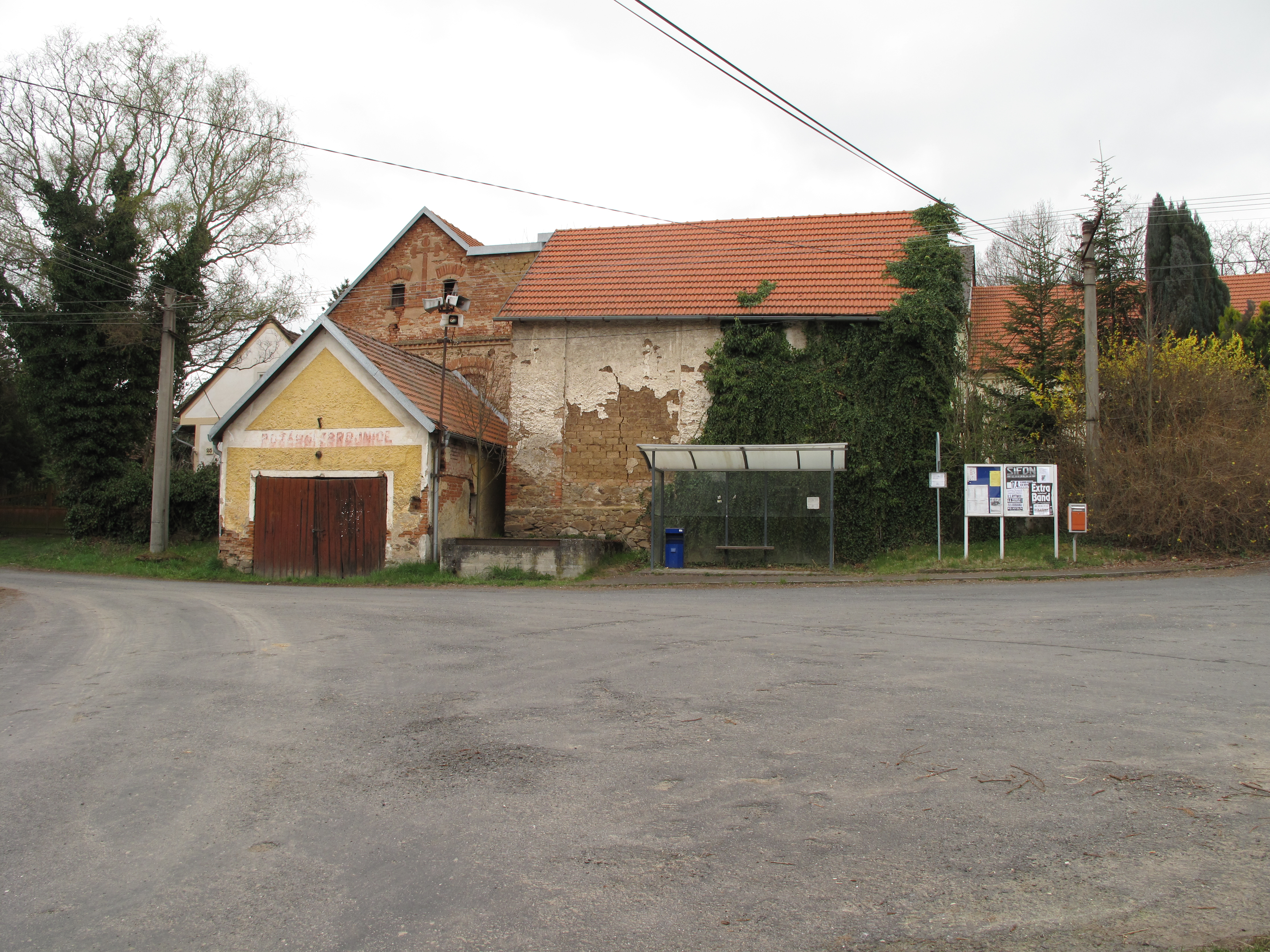
Autobusová zastávka a požární zbrojnice